# Вежливый отказ
«Вежливый отказ» — советская и российская рок-группа.

## История
Московская группа «Вежливый отказ» была образована в октябре 1985 года. Зимой того же года состоялся первый концерт коллектива в ДК Института атомной энергии им. Курчатова.
В первоначальный состав группы входили пианист и автор песен Пётр Плавинский, гитарист и композитор Роман Суслов, вокалист Дмитрий Шумилов, бас-гитарист Михаил Верещагин, барабанщик Михаил Митин, поэты и шоумены Аркадий Семенов и Гор Оганисян. Дебютный альбом «Вежливого отказа» «Опера-86» увидел свет в 1986 году. Половину пластинки составили песни на стихи Петра Плавинского, а вторую часть написали Аркадий Семенов и Роман Суслов. В том же 1986 году группу покинул Плавинский, который и придумал название «Вежливый отказ».
В декабре 1986 года на дне рождения рок-лаборатории состоялась премьера программы «Пыль на ботинках». Одноименный альбом выходит в 1987 году. Группа участвует в фестивале «Рок-панорама-87», телемостах, а в январе 1989 года в телепередаче «Музыкальный ринг». Там лидер «Вежливого отказа» Роман Суслов определяет своё творческое кредо как «профанация тоталитарного героизма». Во всех этих мероприятиях «ВО» предстает уже в несколько модифицированном виде: Роман Суслов становится вокалистом, Дмитрий Шумилов — пианистом.
В 1989 году фирма «Мелодия» выпускает виниловый диск «Вежливый отказ», известный под неофициальным названием «Белая пластинка». Специально для этого издания песни с первых альбомов коллектива были переписаны заново в более качественном звуке. В студийных сессиях поучаствовали скрипач Сергей Рыженко и трубач Андрей Соловьёв. Тираж пластинки составил 125 000 экземпляров. Оформлением обложки занимался художник и музыкант-концептуалист Свен Гундлах (состоявший в объединениях художников-концептуалистов «Мухоморы» и «Среднерусская возвышенность»). Партии баса и клавиш в альбоме записал Дмитрий Шумилов. Именно во время работы над этой пластинкой в группе появился новый пианист Максим Трефан (ex-«Николай Коперник»), написавший аннотацию на обложке «Белой пластинки».
C 1989 года «Вежливый отказ» начинает активно гастролировать в Европе и пишет альбом «Этнические опыты» (1990), на котором совершается переход от осмысленных текстов к звукоподражательной «музыке фонем». В это же время Роман Суслов переезжает в деревню и начинает заниматься сельским хозяйством: он основывает один из первых частных конезаводов России и на короткий период становится председателем колхоза в Тульской области.
В 1992 году группа за три дня записывает альбом «И-и раз!…». Премьера пластинки проходит в Доме культуры и техники на Волхонке при полном аншлаге. С этой программой группа участвует в Берлинском фестивале авангардной музыки
В 1995 выходит посвященная десятилетию группы антология «Вежливый отказ 1985—1995», включающая песни «Кантата гиревых дел мастера», «Встречное движение», «Портрет», которые ранее звучали только на концертах. В 1996 году «Вежливый отказ» выступает на Васильевском спуске в рамках концерта «Голосуй, или проиграешь» в поддержку Бориса Ельцина.
С приходом саксофониста Павла Тонковида группа начинает работу над новым альбомом «Коса на камень», который выходит осенью 1997 года. Группа активно концертирует в музыкальных клубах Москвы. Выступает организатором акции «Блин Москва-Берлин» в саду «Аквариум» на козырьке театра им. Моссовета, а также инициатором совместной акции «Герои нашего времени» в Москве совместно с группами «Не ждали» и «Воплі Відоплясова». Проходят камерные концерты «Вежливого отказа» в московских музеях Владимира Маяковского и Александра Скрябина.
В 1999 году из-за травмы руки, полученной в серьёзной автомобильной аварии, группу покидает Максим Трефан. На его место приглашается московский композитор Павел Карманов. Следующий альбом «Герань» записывается двумя сессиями — в 2000 и в 2001 годах. Пластинка с записью первой сессии становится коллекционной редкостью. Сам альбом выходит в октябре 2002 года. Часть песен была написана во время работы над предыдущей пластинкой. Четыре текста написал поэт и переводчик Григорий Дашевский. Тексты к песням «Шкаф» и «Гражданская война: отступление» («Папиросы») включены автором в сборники стихов «Дума иван-чая» и «Генрих и Семен».
12 декабря 2002 года Роман Суслов неожиданно объявляет о прекращении музыкальной деятельности и закрытии проекта «Вежливый отказ». Группа устраивает прощальные концерты в Москве, Петербурге, Владимире и Киеве и прекращает свою деятельность до 2006 года.
24 марта 2006 года в честь 25-летия группы был выпущен четверной (2 CD + 2 DVD) live-альбом «Кончерто». В нём приняли участие бывшие музыканты группы Сергей Рыженко, Пётр Плавинский и Максим Трефан.
В апреле 2010 «Вежливый отказ» завершил работу над альбомом «Гуси-Лебеди». Премьера состоялась в московском клубе «Икра», где публике была также представлена не вошедшая в альбом композиция «Лухта».
В мае 2010 года был представлен камерный состав группы, состоящий из трио Суслов-Карманов-Шумилов и одного из пары солистов группы — Андрея Соловьёва и Сергея Рыженко. Теперь «электрические» концерты полного секстета «Вежливого отказа» чередуются с квартирниками и акустическими выступлениями камерного состава на малых площадках.
12 марта 2011 года в Москве были показаны две пьесы — «Увертюра» и «История» — из «военного цикла», работу над которым Роман Суслов начал летом 2008 года. В 2012 году этот цикл получает рабочее название «Военные куплеты», а группа активно концертирует в Москве. 10 марта на фестивале Владимира Мартынова были представлены пьесы «А вдруг!» и «Роммель и мороженое» (последняя позднее переименована в «Гудериан и мороженое»). А 19 мая — на концерте «Вежливого отказа» в ЦДХ, посвященном 200-летию Пожара Москвы 1812 года. К этому моменту в состав «Куплетов» входили «Мы победим!», «Увертюра», «А вдруг!», «Гудериан и мороженое», «Тикирека» (также включенная в состав альбома «Гуси-Лебеди») и «История». Однако, работа над этим циклом продолжалась до зимы 2016/2017 гг. 1 апреля 2017 года весь цикл был представлен московской публике на концерте в Московском Международном Доме Музыки. Неожиданно для всех на этом же концерте была также представлена программа «Романсы», написанная той же зимой. Осенью 2017 новый альбом презентуется в Москве (ММДМ) и Петербурге (Эрарта). В процессе записи в группу возвращается пианист Максим Трефан.
В разные годы «Вежливый отказ» сотрудничал с художниками Свеном Гундлахом, Андреем Павловским, Константином Звездочетовым, Дмитрием Гутовым, Ярославом Шварцштейном. С группой работали и работают звукорежиссёры Андрей Пастернак, Антон Марчук, Андрей Ветр, Софья Кругликова, Сергей Большаков и Денис Юровский.
В последующие семь лет «Вежливый отказ» продолжает работу над новым материалом, однако в полноценный альбом все эти работы складываются только в декабре 2023 года. Запись, начавшаяся в марте 2023 года, продолжается до января 2025 года. В этот же период группа безвременно теряет двух ключевых участников — 28 февраля 2022 скончался барабанщик Михаил Митин, 23 ноября 2024 скончался Павел Карманов. Место за барабанами занимает Илья Варфоломеев.
Презентация нового альбома, получившего название «Не о том речь», прошла 15 февраля 2025 года в московском клубе «16 Тонн». Релиз на цифровых площадках объявлен на 21 февраля. В рецензии на этот альбом газета «Коммерсантъ» отмечает, что «Вежливый отказ» это «преступно недооцененная группа, причем не только в России, где для нее так и не нашли условную «полку в магазине», но и в мире. Использовать так много красок, писать блестящие мелодии, хитро управляться со словами и при этом сорок лет оставаться в резервации «авангарда» — это под силу немногим. Тем, кому по-настоящему хорошо на своем месте.»
Сведение материала программы «Романсы», записанного одновременно с «Не о том речь», запланировано на весну-лето 2025 года.
В настоящий момент группа продолжает работу над новыми композициями, одна из которых была представлена на концерте в «16 Тоннах».

## Состав группы
- Роман Суслов — гитара, вокал, тексты;
- Дмитрий Шумилов — бас-гитара, контрабас, вокал;
- Максим Трефан — рояль;
- Сергей Рыженко — скрипка, вокал;
- Павел Тонковид — саксофон;
- Андрей Соловьёв — труба, вокал;
- Илья Варфоломеев — ударные.

В прошлые годы в состав группы входили:
- Пётр Плавинский — тексты, клавишные, автор названия группы;
- Аркадий Семенов — тексты, перформанс;
- Гор Оганисян — тексты, перформанс;
- Евгений Юматов — перформанс;
- Михаил Верещагин — бас-гитара;
- Владимир Давыдов — саксофон;
- Михаил Митин — барабаны;
- Павел Карманов — рояль, флейта.

## Дискография
- 1986 — «Опера-86»;
- 1987 — «Пыль на ботинках»;
- 1989 — «Вежливый отказ»;
- 1990 — «Этнические опыты»;
- 1992 — «И-и раз!..»;
- 1995 — «Вежливый отказ 1985—1995»;
- 1997 — «Коса на камень»;
- 2002 — «Герань»;
- 2003 — «Легенды русского рока»;
- 2006 — «Москва-Питер 12 и 14 февраля 2003»;
- 2007 — «Кончерто» (2CD + DVD);
- 2010 — «Гуси-Лебеди»;
- 2017 — «Военные куплеты»;
- 2025 — «Не о том речь»[7].